# (85252) 1993 SX12
1993 أس أكس 12 (ويعرف أيضًا باسم (85252) 1993 أس أكس 12 وفق تسمية الكوكب الصغير) (بالإنجليزية: 1993 SX12)‏ هو كويكب ضمن حزام الكويكبات؛ وترتيبه 85252 من حيث الاكتشاف.
اكتُشف هذا الجُرم الفلكي بواسطة إيريك والتر إلست في 16 سبتمبر 1993.

## وصلات خارجية
- (85252) 1993 SX12 في قاعدة بيانات مختبر الدفع النفاث لأجرام النظام الشمسي الصغيرة

- الاكتشاف · مخطط المدار ·  العناصر المدارية · المعلمات المادية

- (85252) 1993 SX12 على موقع ويكي سكاي: DSS2, SDSS, GALEX, IRAS, Hydrogen α, X-Ray, Astrophoto, Sky Map, Articles and images